# Атомэнергомаш
АО «Атомэнергома́ш» (АЭМ, от «Атомное и энергетическое машиностроение») — машиностроительный дивизион государственной корпорации «Росатом». Объединяет крупнейшие российские и зарубежные компании, в числе которых производственные предприятия, инжиниринговые центры и научно-исследовательские организации. Производит оборудование для всех АЭС российского дизайна.
По итогам 2020 года выручка дивизиона составила 82,9 млрд. руб, а объем портфеля заказов в 2020 - 850 млрд. руб. 
Руководителем компании с 2012 года является А. В. Никипелов. В 2021 году Никипелов занял второе место в рейтинге высших руководителей в категории «Машиностроение» по версии ИД «Коммерсантъ».

## Основная деятельность

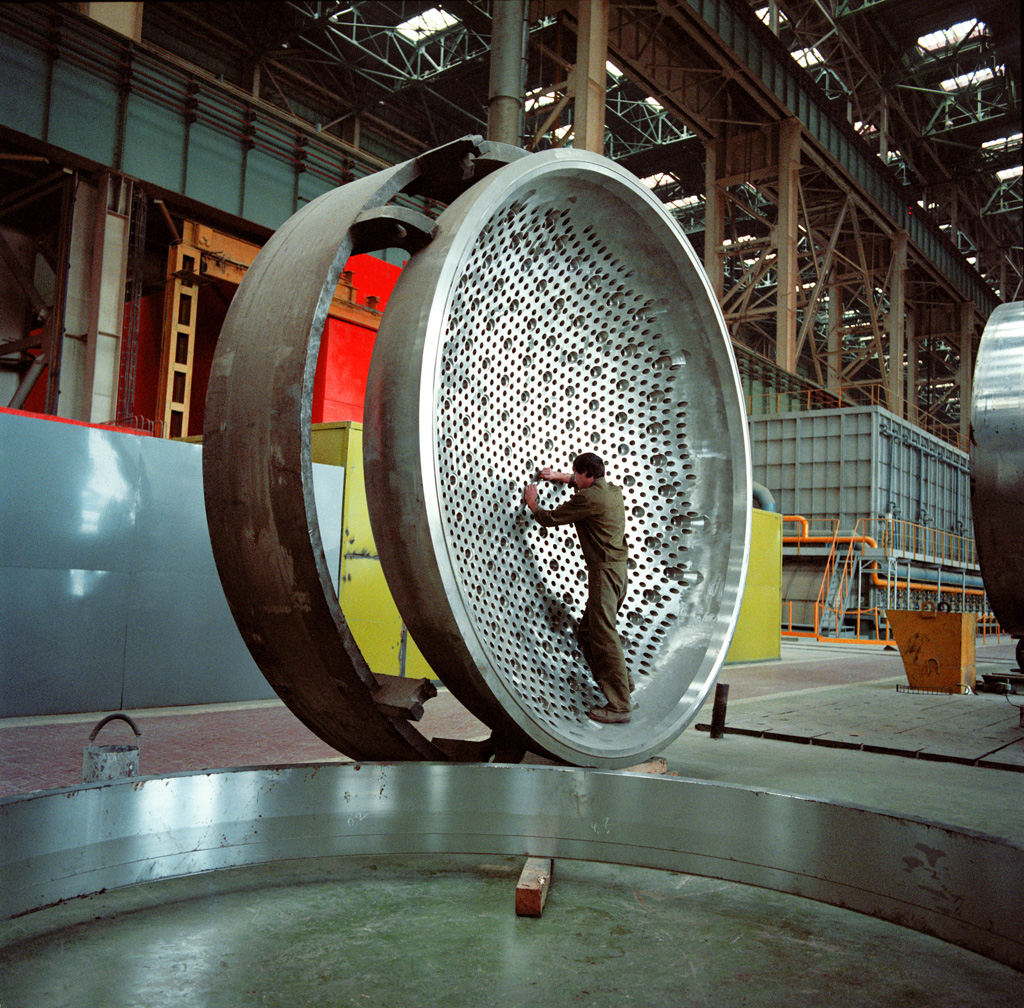
Днище парогенератора на Атоммаше

АО «Атомэнергомаш» является одним из крупнейших российских производителей высокотехнологичного оборудования для предприятий топливно-энергетического комплекса, тепловых и атомных электростанций, предприятий газовой и нефтехимической промышленности, судостроения.

### Оборудование для атомной энергетики
- Ядерные реакторы (ВВЭР, БН, силовые установки для атомных ледоколов)
- Оборудование машинных залов
- Парогенераторы
- Турбогенераторное оборудование
- Системы промежуточного перегрева пара, подогреватели низкого и высокого давления
- Насосное оборудование первого контура АЭС
- Машины перегрузки ядерного топлива
- Транспортно-технологическое и вспомогательное оборудование
- Контрольно-измерительное оборудование и автоматика[4][5]

Атомное энергетическое оборудование, изготовленное предприятиями Атомэнергомаша, поставлено более чем на 30 АЭС по всему миру, в том числе на все атомные станции в России.

### Оборудование для тепловой энергетики
- Паровые энергетические котлы (барабанные и прямоточные на сверхкритических параметрах пара для различных видов топлива)
- Котлы-утилизаторы для парогазовых установок средней и большой мощности
- Теплообменное, корпусное и ёмкостное оборудование[7]
- Оборудование для мусоросжигательных заводов

Ключевое предприятие, на базе которого осуществляются проектно-конструкторские работы для российских и зарубежных объектов тепловой и атомной энергетики, нефтегазовой промышленности является ПАО «ЗиОПодольск».

### Оборудование для газо-нефтехимических производств
Производственные мощности Атомэнергомаша позволяют изготавливать разнообразные модификации оборудования для переработки нефти, газа и газового конденсата, а также технологическое оборудование для нефтеперерабатывающих заводов.
- Аппараты воздушного охлаждения и регенеративные воздухоподогреватели
- Фильтры-сепараторы и реакторное оборудование для нефте-газохимии
- Колонное оборудование для каталитического крекинга нефтепродуктов
- Теплообменное корпусное и ёмкостное оборудование
- Оборудование для термического воздействия на нефтяные пласты
- Системы управления оборудованием ГНХП
- Вспомогательное и контрольно-измерительное оборудование[8]
- Оборудование для производства сжиженного природного газа

### Научно-исследовательские институты и КБ
Научно-исследовательские институты, конструкторское бюро и исследовательский центр АО «Атомэнергомаш» специализируются на разработке и изготовлении оборудования для:
- предприятий ядерного топливного цикла и АЭС;
- нефтегазовой промышленности;
- переработки промышленных отходов;
- разработки и изготовления нестандартного, крупногабаритного и наукоёмкого технологического оборудования.

## История
В 2006 году в связи с целью обеспечения реализации государственного плана по строительству атомных электростанций и демонополизации рынка производства основного оборудования атомной тематики в системе Федерального агентства по атомной энергии «Росатом» был создан холдинг «Атомэнергомаш». Первым шагом в развитии холдинга явилось создание ОАО «Интелэнергомаш» — комплексного разработчика, производителя и поставщика трубопроводной арматуры и насосного оборудования для АЭС. В этом же году были приобретены акции «СвердНИИхиммаша», благодаря чему НИИ химического машиностроения вошёл в состав холдинга.
В 2007 году было создано совместное предприятие «Атомэнергомаша» и крупной французской машиностроительной компанией «Alstom» («Альстом-Атомэнергомаш» (ААЭМ)) для развёртывания производства оборудования машинных залов электростанций (в том числе тихоходных паровых турбин) по французской технологии «Arabelle». Был приобретён контрольный пакет акций чешской компании «Arako spol. s.r.o.», специализирующейся на производстве трубопроводной арматуры для атомной и тепловой энергетики и для нефтегазовой отрасли. В том же 2007 году АО «Атомэнергомаш» приобрело контрольный пакет акций альянса, объединяющего ОАО "Машиностроительный завод «ЗиО-Подольск» (производитель особо сложного теплообменного оборудования для предприятий ТЭК) и ОАО "Инжиниринговая компания «ЗИОМАР» (инженерные разработки в области энергетического машиностроения).
В 2008 году в состав АО «Атомэнергомаш» вошли венгерское предприятие «Ganz Energetika Kft» (Ganz EEM) и ЗАО «Атомтрубопроводмонтаж» (Москва) для организации в структуре машиностроительного дивизиона предприятий по разработке, производству и поставке оборудования по перегрузке топлива для АЭС и насосного оборудования. Подписано общее рамочное соглашение о деловом сотрудничестве с «Toshiba Corporation», предусматривающее развитие сотрудничества в области использования мирного атома. В структуру АО «Атомэнергомаш» стало входить 16 компаний, холдинг занял третье место в российской энергомашиностроительной отрасли.
На базе ЗАО «АЭМ-Технологии» в 2009 году было начато формирование производственно-технологического комплекса для выпуска оборудования реакторной установки в полном объёме. В составе АО «Атомэнергомаш» порядка 30 компаний, реализующих полный спектр оборудования и услуг для атомной энергетики и смежных секторов. АО «Атомэнергомаш» заняло второе место в структуре российской энергомашиностроительной отрасли.
В 2010 году в состав холдинга вошло ЗАО «Петрозаводскмаш» (впоследствии ОАО «Петрозаводскмаш») — одно из крупнейших машиностроительных предприятий России. В декабре 2010 года холдингом было приобретено украинское предприятие ПАО «Энергомашспецсталь», специализирующееся на производстве специальных крупногабаритных литых и кованых заготовок из специальных сталей. Во время второй конференции РАВИ было объявлено о планах компании «Атомэнергомаш» по выходу на российский и международный рынок ветроэнергетики.
В 2011 году было создано ЗАО «ВетроОГК», дочернее предприятие АО «Атомэнергомаш», специализирующееся на развитии проектов в сфере развития и продвижения возобновляемых источников энергии. Подписано соглашение о стратегическом партнёрстве с НИЯУ МИФИ с целью подготовки квалифицированных кадров для атомной отрасли России. Приобретён 51 % акций чешского производителя градирен «Chladící věže Praha» («Хладици веже Прага»).

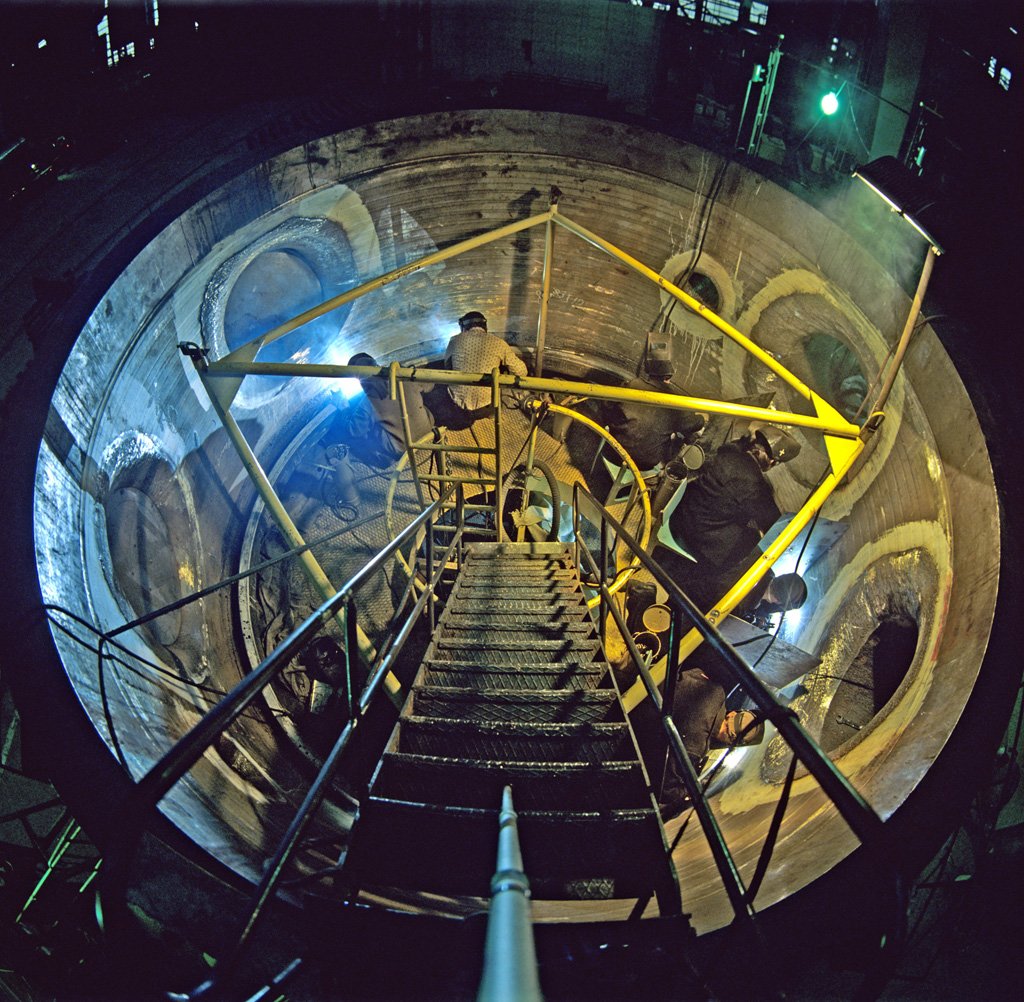
Изготовление корпуса реактора ВВЭР на «Атоммаше»

В конце 2012 года производственным филиалом АО «Атомэнергомаш» стал завод «Атоммаш» (Волгодонск, Ростовская область). С разрешения Федеральной антимонопольной службы была взята в долгосрочную аренду вся площадка «Атоммаша», всё оборудование и практически весь персонал. С этого времени холдингом стала реализоваться программа восстановления производства оборудования для АЭС в сотрудничестве с предприятиями-партнёрами по атомной отрасли. В 2012 году совместное предприятие с крупной французской машиностроительной компанией «Alstom» («Альстом-Атомэнергомаш» (ААЭМ)) выбрало производственную площадку «Атоммаша» для развёртывания производства оборудования машинных залов электростанций (в том числе паровых турбин) по французской технологии «Arabelle». Также после 26-летнего перерыва «Атоммаш» приступил к изготовлению ядерного реактора ВВЭР-1200, парогенераторов, ловушек расплава и технологического оборудования для Балтийской АЭС. На ПАО «Энергомашспецсталь» завершена программа модернизации производства и осуществлён пуск сталеплавильного комплекса ДСП-70. На «Петрозаводскмаше» запущен участок изготовления корпусов парогенераторов, трубопроводов первого контура АЭС и ГЦН.
В 2013 году на «Петрозаводскмаше» изготовлен и отгружен корпус парогенератора для Нововоронежской АЭС-2, также изготовлены главные циркуляционные насосы (ГЦН) для Ленинградской АЭС-2. На «Атоммаше» изготовлен и отгружен транспортный шлюз для Нововоронежской АЭС-2. На ОКБМ «Африкантов» осуществлён комплекс работ по проекту двух реакторных энергетических установок РИТМ-200 для нового универсального атомного ледокола проекта 22220 (ЛК-60). АО «Атомэнергомаш» заняло первое место в рейтинге фундаментальной эффективности 150 крупнейших российских компаний реального сектора экономики.

## Структура холдинга[35]

### Проектно-инженерный блок, НИОКР
- АО НПО «ЦНИИТМаш» (Москва,  Россия)

Проведение фундаментальных, поисковых и прикладных научно-исследовательских, опытно-конструкторских и технологических работ по созданию современного, экологичного, ресурсодобывающего оборудования.
- АО ОКБ «Гидропресс» (Подольск,  Россия)

Комплекс конструкторских, расчётно-теоретических, экспериментально-исследовательских и производственных работ по созданию блоков АЭС с реакторами типа ВВЭР разного диапазона мощности.
- ОКБМ им. И. И. Африкантова (Нижний Новгород,  Россия)

Производство ядерных реакторов различного типа и назначения, в том числе реакторов на быстрых нейтронах (БН), малой и средней мощности, судовых реакторных установок, а также ТВС, насосов, теплообменного оборудования и энергетической арматуры.
- АО «ЦКБМ» (Санкт-Петербург,  Россия)

Центральное конструкторское бюро машиностроения разрабатывает и внедряет в эксплуатацию оборудование объектов малой ядерной энергетики и вспомогательного оборудования для атомных ледоколов и подводных лодок, энергетических установок, используемых в космической программе.
- АО «АЭМ-Технологии» (Санкт-Петербург,  Россия)

Комплексное производство оборудования реакторной установки ВВЭР, инженерно-консультационные услуги, конструирование и проектирование основного оборудования АЭС.

### Металлургия, заготовки
- ПАО «Энергомашспецсталь» (Краматорск,  Украина)

Одно из основных предприятий по обеспечению энергетического и атомного машиностроения литыми и кованными заготовками для производства реакторного и вспомогательного оборудования АЭС

### Инжиниринг и производство

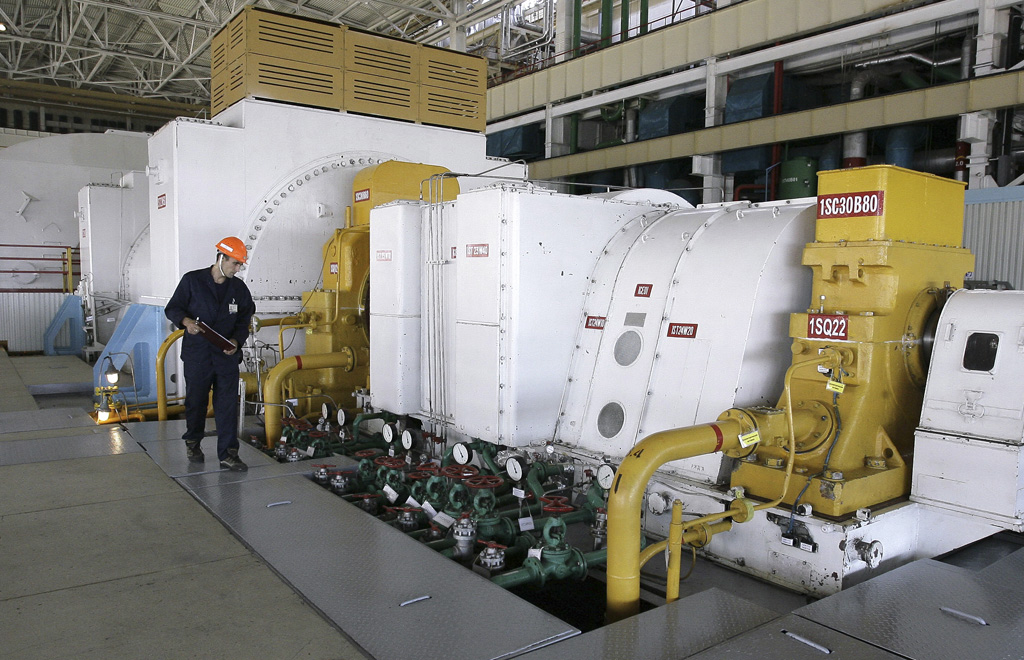
Турбогенератор. Ростовская АЭС

- АО "Машиностроительный завод «ЗиО-Подольск» (Подольск,  Россия)

Производство теплообменного оборудования для тепловых электростанций
Производство основного оборудования АЭС
Производство технологического оборудования для нефте-газоперерабатывающих заводов по переработке нефти и газового конденсата
- Филиал АО «АЭМ-Технологии» в г. Волгодонск — «Атоммаш» (Волгодонск,  Россия)

Комплексное изготовление оборудования реакторной установки ВВЭР, а также оборудование для крупнейших российских нефтеперерабатывающих и нефтедобывающих предприятий.
- Филиал АО «АЭМ-Технологии» в г. Петрозаводск — «Петрозаводскмаш» (Петрозаводск,  Россия)

Крупный машиностроительный комплекс на Северо-Западе России. Производит и осуществляет поставку корпусного, ёмкостного и вспомогательного оборудования для атомной, нефтехимической и целлюлозно-бумажной промышленности

### Оборудование для ядерно-топливного цикла

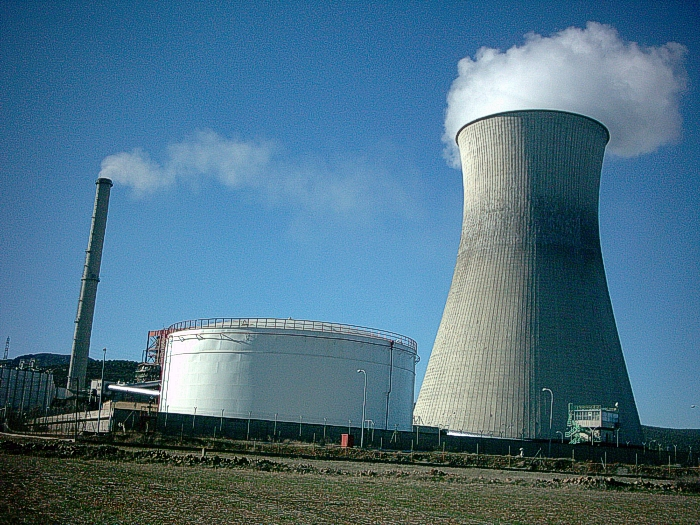
Градирня

- АО «СвердНИИхиммаш» (Екатеринбург,  Россия)

Свердловский научно-исследовательский институт химического машиностроения разрабатывает нестандартизированное оборудование гражданской тематики для химической, металлургической, нефтегазовой отраслей промышленности